# عذراء جاكرتا
عذراء جاكرتا هي رواية من روايات الكاتب المصري الكبير نجيب الكيلاني. تتناول الصراعَ السياسي في إندونيسيا، بين الحزب الشيوعي المدعوم من الصين الشيوعية، وغالبية الشعب المسلم. شهدت البلاد فيه جحيمًا من الاعتقالات والتصفيات السياسية والدينية. وخلّد فيها نجيب الكيلاني ذكرَ الرئيس الإندونيسي محمد سوهارتو أدبيًّا الذي قاد انقلابًا مضادًّا على الانقلاب الذي قاده الشيوعيون للاستيلاء على إندونيسيا.

## أحداث الرواية
تدور أحداث هذه الرواية في جاكرتا عاصمة إندونيسيا، وبعض جزُرها، في النصف الثاني من عام 1965م.
وهي تحكي محاولة الحزب الشيوعي الإندونيسي القيامَ بثورة شيوعية في البلاد، والاستيلاء على السُّلطة فيها، بدعم من الرئيس الإندونيسي سوكارنو، وجمهورية الصين الشيوعية، مما أدَّى إلى صراع مرير بين الشيوعيين وأفراد الشعب الإندونيسي المسلم، ممثَّلًا بجماعة (ماشومي) الإسلامية، التي قدَّمت الكثير من التضحيات والشهداء، وزُجَّ بكثير من أفرادها في المعتقلات، واختُطف كثير غيرهم.
إلا أن العناية الربانية حالت دون نجاح هذه الثورة، التي كان الشيوعيون يقصدون بها إنهاء الوجود الإسلامي في إندونيسيا، أكبر دولة إسلامية في العالم.
وقد صوَّرت الرواية هذه الأحداثَ الكبرى والمعروفة تاريخيًّا، وأظهرت طبيعةَ الصراع الدائر في إندونيسيا، على المستوى الاجتماعي والسياسي والثقافي والنفسي بين المسلمين والشيوعيين. وصوَّرت الكثير من الأحداث التاريخية بدقة. وتحدَّثت عن السياسيين المخادعين الذين يختبئون خلفَ الشعارات والوعود الكاذبة، ويقنعون شعوبهم بتلك الأكاذيب مستخدمين القمعَ والتخوين والقتل لتحقيق مصالحهم الشخصية، ولا يهتمون بمصالح أوطانهم ولا شعوبهم.
وقد جعل الكاتبُ من أسرة حاجي محمد إدريس، وخاصَّة ابنته فاطمة، مرآة يتجلى فيها هذا الصراع، بما خاضته هذه الأسرةُ المسلمة من مواجهة لأعداء الإسلام؛ حتى تحقَّق النصرُ للمسلمين، واندحر الشيوعيون، أما فاطمةُ بطلة القصة فقد نالت إحدى الحُسنَيين واستُشهِدَت في سبيل الله.